# Кременецькі гори (національний парк)
Націона́льний приро́дний парк «Кремене́цькі го́ри» — природоохоронна територія в Тернопільській області України.
Загальна площа парку становить 6951,2 га, у тому числі 3986,6 га земель, які надані йому в постійне користування та 2982,6 га земель державного підприємства «Кременецьке лісове господарство», що включається до складу Парку без вилучення у землекористувача. Серед земель, переданих у постійне користування Парку — територія колишньої філії природного заповідника «Медобори» — «Кременецькі гори», яка існувала на площі 1000 га від 1990 року й складалася з фрагментів: гг. Маслятин, Страхова, Божа, Дівочі скелі, Замкова (Бона) і Черча, Гостра.

## Загальні відомості
Парк створено згідно з Указом Президента України "Про створення національного природного парку «Кременецькі гори» № 1036/2009 від 11 грудня 2009 року на території Кременецького району Тернопільської області.
Парк охоплює фрагмент Кременецького кряжу між долинами рік Іква та Вілія у межах Кременецького району Тернопільської області.
До складу Парку увійшла найбільш припіднята північно-західна та центральна частини кряжу з абсолютними висотами 350—400 метрів над рівнем моря і шириною до 5 кілометрів та протяжністю з південного заходу на північний схід до 35 кілометрів. Найвища точка знаходиться західніше від міста Кременець — село Підлісці гора Драбаниха — 408,6 метрів над рівнем моря. Відносні висоти коливаються у межах 150—200 метрів над рівнем моря.
На момент створення у межах колишнього Шумського району до складу Парку увійшли землі Тилявської, Залісцівської, Угорської, Стіжоцької сільських рад, а у межах Кременецького району — землі Дунаївської, Великомлинівецької, Жолобівської, Колосівської, Великобережецької, Чугалівської, Білокриницької сільських та Кременецької міської рад.
З півночі Кременецькі гори обмежовуються уступом Кременецького кряжу та сільськогосподарськими угіддями, і заходу — верхів'ями річки Іква, з південного сходу і півдня — заболоченою долиною р. Вілія та невеличкою балкою Колосова, через яку вони поступово переходять у хвилясту рівнину північного Поділля.
З метою покращення контролю за додержанням природоохоронного законодавства та інших вимог режиму територій Парку створено три природоохоронні науково-дослідні відділення Маслятинське, Білокриницьке та Угорське ПНДВ.

## Території природно-заповідного фонду у складі НПП «Кременецькі гори»
Нерідко, оголошенню національного парку або заповідника передує створення одного або кількох об'єктів природно-заповідного фонду місцевого значення. Як наслідок, великий НПП фактично поглинає раніше створені ПЗФ. Проте їхній статус зазвичай зберігають.
До складу території національного природного парку «Кременецькі гори» входять такі об'єкти ПЗФ України:
- Заказник загальнодержавного значення «Веселіський», ботанічний
- Заказник загальнодержавного значення «Довжоцький», ботанічний
- Заказник місцевого значення «Білокриницький», загальнозоологічний
- Заказник місцевого значення «Волинський», загальнозоологічний
- Пам'ятка природи місцевого значення «Скелі Словацького», геологічна
- Пам'ятка природи місцевого значення «Кременецька бучина № 1», ботанічна
- Пам'ятка природи місцевого значення «Кременецька бучина № 2», ботанічна
- Пам'ятка природи місцевого значення «Модриново-букове насадження», ботанічна
- Пам'ятка природи місцевого значення Гора «Стіжок», геологічна
- Пам'ятка природи місцевого значення Гора «Уніяс», геологічна
- Пам'ятка природи місцевого значення «Данилова гора», геологічна
- Пам'ятка природи місцевого значення «Білокриницька бучина № 1», ботанічна
- Пам'ятка природи місцевого значення «Білокриницька бучина № 2», ботанічна

## Цінності Парку
Ландшафтна та геологічна цінність. Особливість орографії даної території — горбогірний характер поверхні, що зумовило ландшафтну строкатість і мозаїчність. Поєднання широколистяних і лучно-степових природних комплексів визначає ландшафтне біорізноманіття даної території. Домінуючими для території Парку є ландшафти ерозійно-денудаційних лесових височин з сірими і темно-сірими опідзоленими ґрунтами під дубово-грабовими і буковими лісами у поєднанні з ландшафтами розчленованих лесових рівнин з сірими і світло-сірими, дерново-середньо підзолистими ґрунтами під сосново-дубовими суборами.
Ландшафти Парку збережені у своєму природному стані з регламентованою господарською діяльністю. Однак вони перебувають у безпосередньому контакті з антропогенізованими поселенськими і сільськогосподарськими територіями у перспективному для розвитку туристсько-рекреаційного комплексу регіоні.

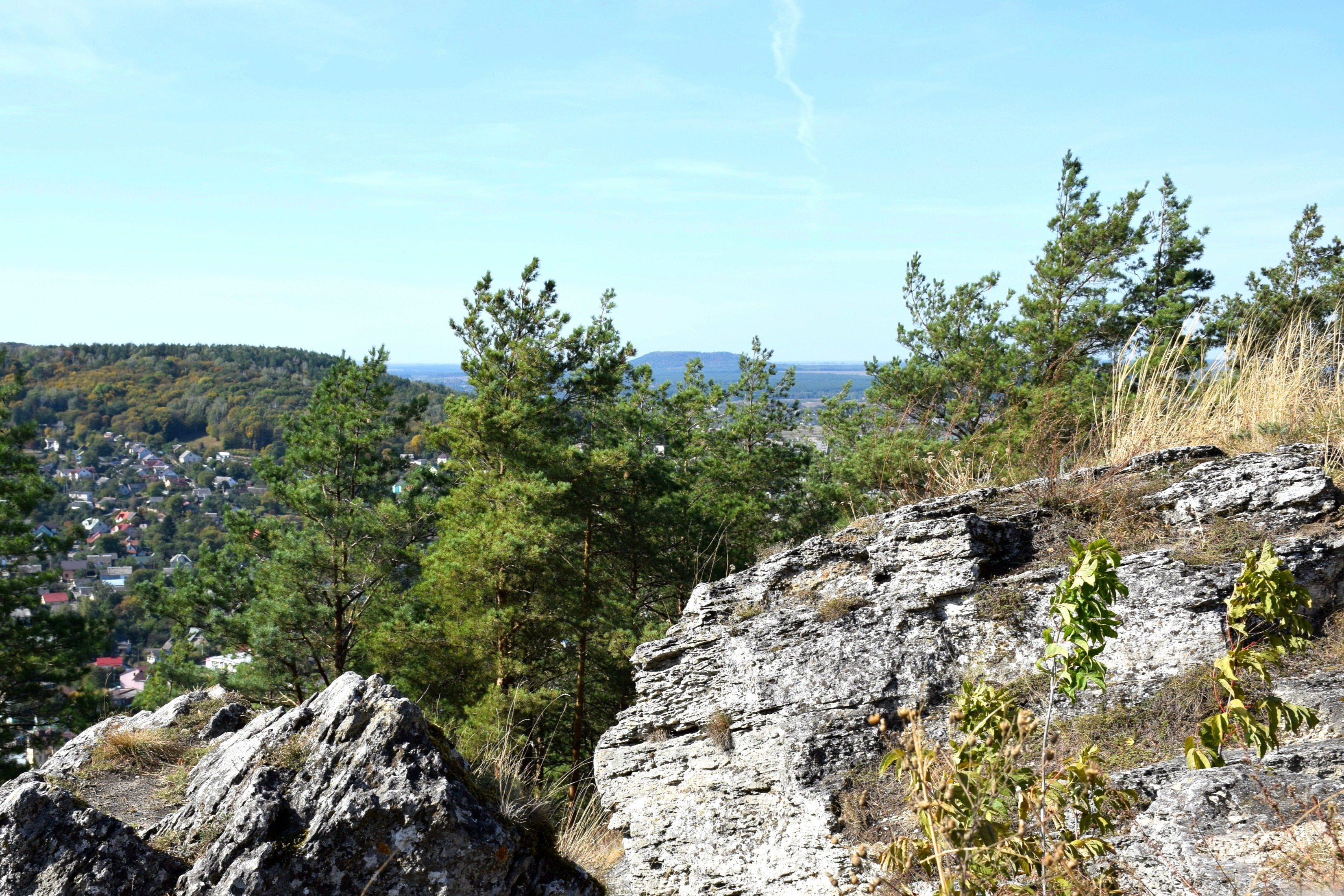
Скельні виступи на г. Дівочі скелі

Найціннішими геологічними та геоморфологічними об'єктами даної території у науковому, дидактичному та естетичному відношеннях є:
- мальовничі останцеві гори з відносними висотами 160—170 метрів, схили яких вкриті рослинністю — типові ерозійні утворення, що майже повністю позбавлені ознак рівнинно-пластового рельєфу (гг. Божа, Замкова, Стіжок);
- численні понори, карстові колодязі, ніші, карнизи, печери довжиною десятки і сотні метрів, утворені внаслідок широкого розвитку карстово суфозійних явищ у сарматських вапняках на вершинах гір;
- велика кількість ярів і балок різних типів.

Ландшафти Кременецького горбогірного району є унікальними у межаж височинних територій за своїм походженням, структурою, збереженістю природних комплексів.
Ботанічна цінність випливає з флористичної та ценотичної репрезентативності.
Флористичну цінність визначають високі показники видового складу вищих судинних рослин (понад 900 видів), відмічено видове різноманіття інших груп рослин:  мохоподібних (епіфітних, епігейних, епілітних, епіксильних груп), аерофітних і грунтових водоростей, а також різних представників ліхенобіоти та мікобіоти.
Ценотичну репрезентативність та унікальність показує синтаксономічна різноманітність лісової та степової рослинності (синтаксони наведені за двома класифікаціями на флористичній та домінантній основі) (див. додаток Б).

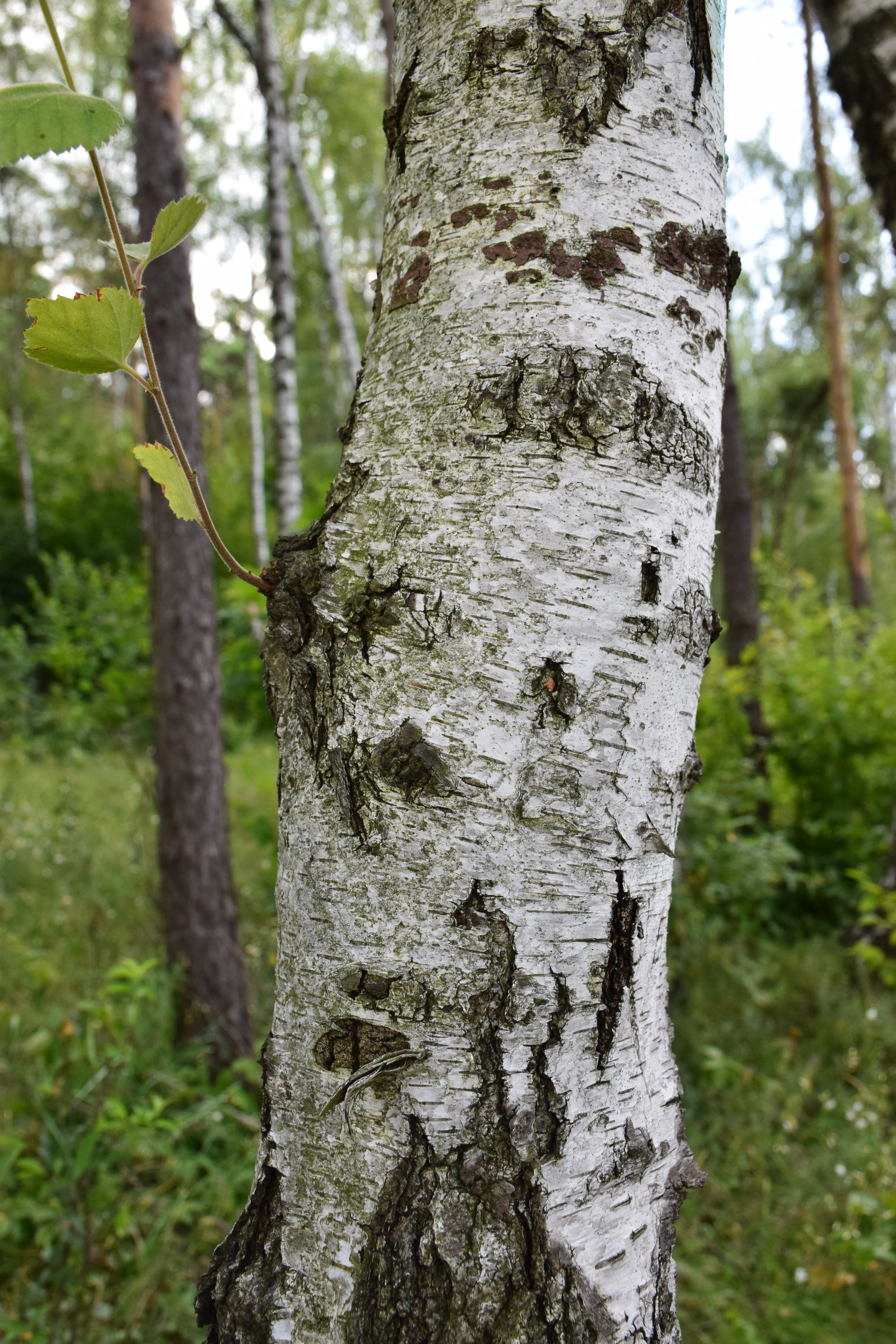
Береза Клокова (Betula klokovii Zaver.) — дерево родини березових (Betulaceae), реліктовий ендемічний вузьколокальний вид,

Созологічна цінність обумовлена високою концентрацією рідкісних видів рослин, включених до Червоної книги України (далі ЧКУ) (52), Червоного списку МСОП (8), Додатку І Бернської конвенції (4), Європейського Червоного списку (2), регіонального списку Тернопільської області (50), серед яких наявні реліктові (19), ендемічні (25), погранично-ареальні (14), види із диз'юнктивним ареалом (8). На території Парку виявлено дев'ять рідкісних рослинних угруповань, включених до Зеленої книги України [26], серед яких шість степових формацій та три — лісових. Переліки рідкісних видів та угруповань рослин наведені у розділі «Сучасний стан ландшафтного і боітичного розмаїття» та у додатках А, Б.
Зоологічна цінність. Фауна хребетних і безхребетних тварин є типовою для широколистяних лісів західного Поділля. За результатами проведених досліджень та літературними даними на території Парку виявлено 220 види хребетних тварин, серед яких переважають птахи (151 вид) та 395 видів безхребетних, із яких найчисленнішою групою є комахи (316 види). На унікальність фауни Парку вказують показники рідкісних видів тварин, серед яких виявлено 53 видів, включених до ЧКУ; 198 — Бернської конвенції; 63 — Боннської конвенції; CITES — 23; Європейського Червоного списку — 16; Червоного списку МСОП — 10.
Соціально-економічна цінність Парку полягає у створенні умов для організованого туризму, відпочинку та інших видів рекреаційної діяльності Кременеччини і Шумщини, як сучасного альтернативного напрямку господарського розвитку. Це сприяє залученню місцевих громад до створення рекреаційно-туристської інфраструктури та місць відпочинку для місцевого населення, росту місцевих інвестицій у сільський зелений туризм і оздоровлення населення, створенні нових робочих місць, підвищенню загального рівня доходів населення.
Історико-культурна цінність. Національний парк “Кременецькі гори” є важливими також і в історичному аспекті. На території Парку наявна низка археологічних та історичних пам'яток. Древні міста, давні городища, поселення, ланцюги укріплень, оборонні споруди, руїни замку, старовинні поховання (козацьке та єврейське кладовища), місця боїв — все це становить значну історико-культурну цінність території, є спадщиною майбутніх поколінь і потребує збереження, зокрема від грабіжників археології, які активно працюють на території Парку. На території Парку розташована одна пам'ятка архітектури національного значення — руїни замку, три пам'ятки архітектури місцевого значення та одна пам'ятка історії і монументального мистецтва.
Рекреаційна цінність. У межах Парку та прилеглих територіях поєднуються унікальні природні й історико-культурні рекреаційні ресурси, які сприяють розвитку пізнавальної, спортивної та оздоровчої рекреації. Більшість території Парку є придатною для пішохідних, кінних, велосипедних маршрутів. Рельєф місцевості Парку є сприятливим для розвитку у перспективі парапланеризму, гірськолижного спорту, альпінізму. У м. Кременець знаходиться єдина в Україні санна траса, є функціонуючі трампліни. На території Парку прокладено сім еколого-туристичних маршрутів та розроблено чотири велосипедні маршрути.
Еколого-освітня цінність. Парк як природоохоронна установа проводить освітньо-виховну роботу зі збереження природи та історико-культурних цінностей на території, ознайомлює громадян із законодавством у природоохоронній сфері, проводить інформування місцевого населення та відвідувачів щодо діяльності Парку. Також забезпечує доступ до публічної інформації, сприяє формуванню наукових знань, поглядів, переконань щодо відповідального ставлення до навколишнього природного середовища, створенню позитивного іміджу Парку, сприяє підтримці природоохоронної діяльності місцевим населенням та відвідувачами.
Естетична цінність. Мальовничі краєвиди Кременецьких гір, вкритих лісами із скелястими відслоненнями, історичні та інші різноманітні архітертурні споруди м. Кременець, характеризуються високою естетичною оцінкою, які викликають позитивні емоції та захоплення відвідувачів і виступають одним із вагомих чинників рекреаційної привабливості ландшафтів, і активно рекламуються Парком для залучення туристів на екскурсії територією Парку.

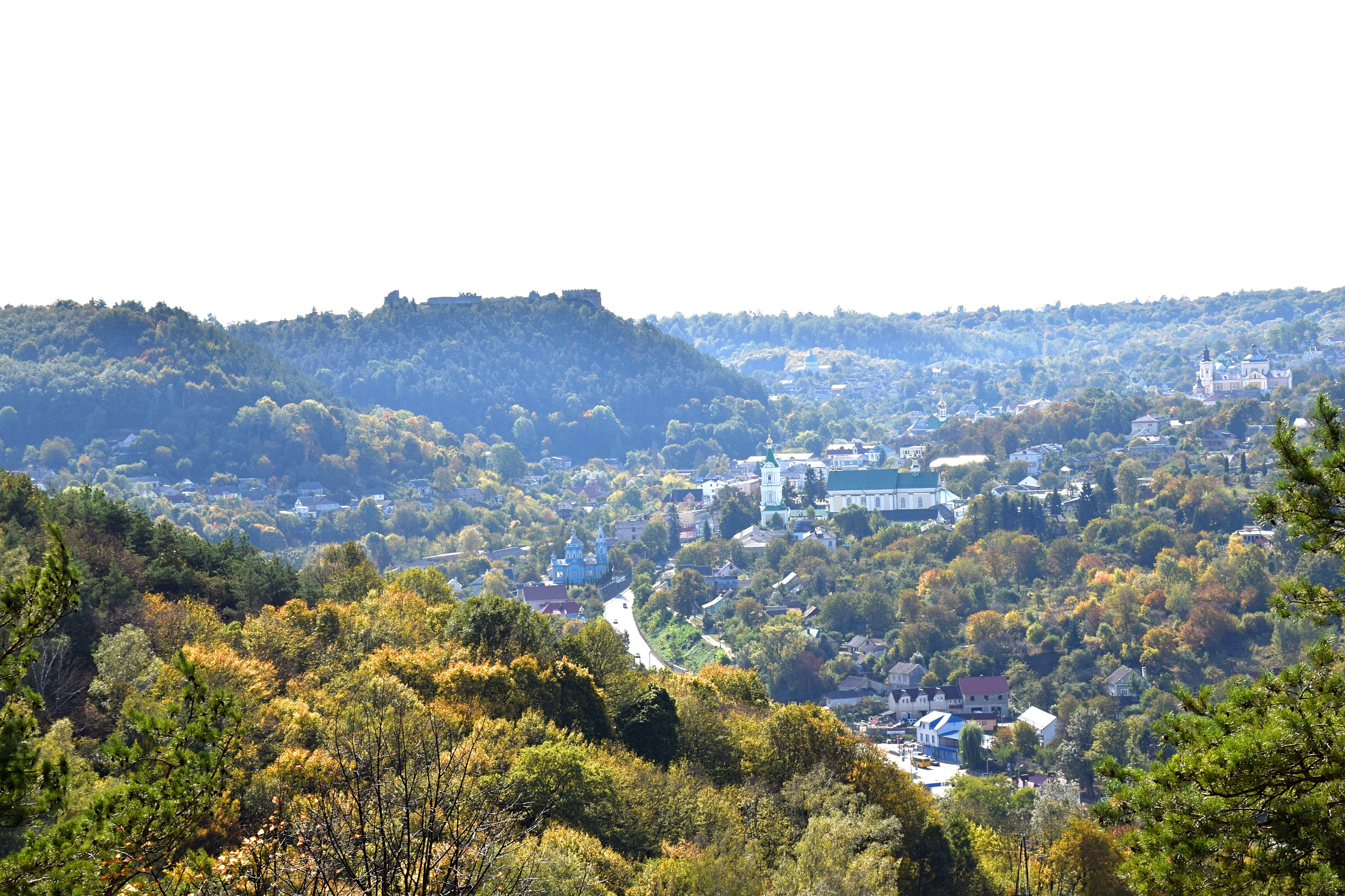
Вигляд на місто Кременець та Замкову гору

Господарсько-ресурсна цінність. Ліси Парку мають вагомий потенціал деревних і недеревних ресурсів. Деревина від рубок, пов'язаних з формуванням цільового складу та вікової структури насаджень, може використовуватися для виробництва будівельних матеріалів, меблів та іншої продукції, а також як енергетичний ресурс. Недеревні ресурси (гриби, ягоди, плоди, горіхи, трава для випасу худоби та сінокосіння, деревні соки), за умови, дотримання чинних нормативів, можуть використовуватися для заготівлі та виробництва продукції харчового і лікарського призначення. 
Наукова цінність. На території Парку росте низка рідкісних реліктових і ендемічних видів рослин, популяції яких мають різну чисельність на даній території та в Україні, тому потребують вивчення, постійного контролю за їх станом і охорони. Насамперед, особливу наукову цінність має реліктовий ендемічний вузьколокальний вид береза Клокова Betula klokovii (єдине місцезнаходження вапнякові скелі гір Страхова, Маслятин) з невисокою чисельністю популяцій. Місцезнаходження сонцецвіту сивого Helianthemum canum на г. Дівочі скелі до 2009 року вважалося єдиним в Україні.
Екологічна цінність. Територія Парку є ключовою територією національної екомережі та приурочена до національного Галицько-Слобожанського екокоридору, репрезентуючи в ній ландшафти Північного Поділля, регіональної екомережі Поділля, локальної екомережі Кременецького і Шумського районів. Ландшафти і екосистеми Парку виконують стабілізуючу функцію навколишнього середовища.
Природоохоронна цінність. Заходи охорони Парку спрямовані на збереження і відтворення типових та унікальних зональних екосистем — широколистяних лісів і степів, скель. Серед лісів найціннішими є ділянки корінних та відтворених дубово-грабових, дубово-кленово-ясеневих, дубово-грабово-ясенево-букових насаджень, вікові дерева дуба звичайного Quercus robur, дуба скельного Quercus petraea, бука звичайного Fagus sylvatica, сосни звичайної Pinus sylvestris, клена-явора Acer pseudoplatanus, ясена звичайного Fraxinus excelsior, як лісових генетичних резерватів для відтворення корінних насаджень. Також проводиться активне насадження для відтворення чисельності рідкісних або цінних рослин інших природних зон та місцевостей, а також промислових енергетичних видів, як наприклад вільха біла, тополя чорна, верба козяча та верба біла.
Степові ділянки займають мінімальні площі на відкритих горбах та скелястих відслоненнях. Тому пріоритетними завданнями Парку як природоохоронної установи є збереження типових і унікальних лісових та степових екосистем, особливо природоохоронного та промислового значень, а також рідкісних видів флори і фауни, занесених до ЧКУ.

## Геологія
У геологічній будові кряжа є осадові породи крейдового періоду мезозойської ери та неогенного періоду кайнозойської ери, а також леси четвертинного періоду.
В основі гір залягає потужна товща білої крейди з включенням конгломератів кременю. Вище розташовані потужні шари сарматських пісків, що переходять у вапняковий пісковик. Верхній шар морських відкладів — черепашково-піщані та черепашкові вапняки, сильно зцементовані, що утворюють обривисті скелі. Вони в багатьох місцях вінчають вершини гір.
Відносні висоти кряжу — 100—200 м, абсолютні — 350—400 м над рівнем моря.

## Клімат
Відповідно до кліматичного районування Тернопільської області, територія Парку розташована у межах Північного кліматичного району, який охоплює територію Кременецького, Шумського та північну частину Зборівського районів і долину Горині, включає два підрайони.
Клімат помірно континентальний із неспекотним літом, помірною зимою і достатньою кількістю опадів ‒ формується під впливом радіаційних умов, циркуляції повітряних океанічних та континентальних повітряних мас.

## Флора
У природному рослинному покриві національного природного парку «Кременецькі гори» переважають ліси 93 %. Флора Кременецьких гір багата і різноманітна. За геоботанічним районуванням Парк знаходиться у межах Європейської широколистянолісової області, Центральноєвропейської провінції, Південнопольсько-Західноподільської підпровінції, Опільсько-Кременецького округу букових, грабово-дубових лісів, справжніх та остепнених лук і лучних степів.
Флора Парку нараховує 1189 вид, з них судинних — 791.
Природний рослинний покрив утворений хвойними, хвойно-широколистими, широколистими лісами, а також чагарниковими заростями, луками, степовими ділянками. Ліси Кременецьких гір мають значне флористичне значення. Неабияку цінність становлять ділянки букових лісів на горах Маслятин та Черча. Особливої самобутності й своєрідності рослинному світові Кременецьких гір надають ділянки степової і наскельно-степової рослинності — місце зростання ряду волино-подільських ендеміків, а також реліктових видів. Це шавлія кременецька, молочай волинський, змієголовник австрійський, гвоздика несправжньопізня, спірея пиківська, лещиця дністровська, підмаренник застарілий, самосил гірський, жовтозілля Бессера. Ендеміками тільки Кременецьких гір є мінуарція побільшена та юринея товстосім'янкова й вузьколокальний ендемік і реліктовий вид — береза Клокова.

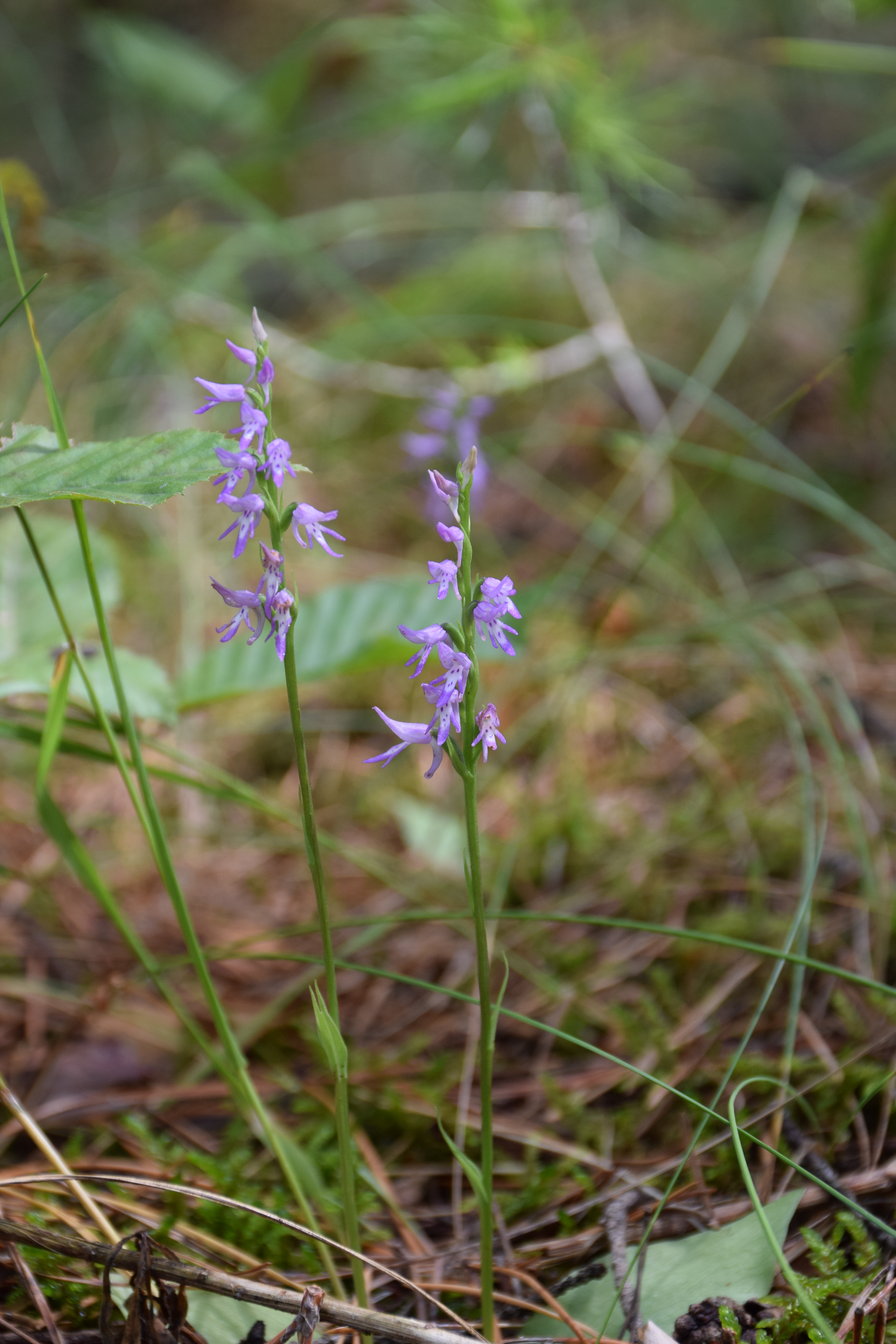
Неотіанта каптурувата Neottianthe cucullata (L.) Schlechter

Окрім того, у флорі Кременецких гір чимало інших рідкісних видів: неотіанта каптурувата, цибуля пряма, сонцецвіт сивий, клокичка периста, костриця бліднувата, дикорослі коноплі звичайні, тонконіг різнобарвний, беладонна звичайна, вовчі ягоди, бузина чорна, ковила волосиста та пірчаста.
За узагальненими даними видовий склад мохоподібних Парку налічує 104 види, які належать до відділів Hepaticophyta (4 види) та Bryophyta (100 видів).
У Парку переважають ліси з домінуванням у деревостані дуба звичайного Quercus robur, який часто незаконно заготовлюється населенням як цінний лісоматеріал. Часто з дубом співдомінує граб звичайний Carpinus betulus, на вершині гора Божа — домінує дуб скельний Quercus petraea.
Декілька старих дерев бука лісового Fagus sylvatica збереглися на гора Черча, дещо більшу площу займають культури бука на горі Страхова.
Вузьколокальним ендеміком, реліктом та видом Червоної книги є береза Клокова  Betula klokovii, що зростає на вапнякових вершинах гір Маслятин та Страхова. Були спроби відновити її кількість шляхом насадження на території Парку.
Самобутності і своєрідності рослинному світу Кременецьких гір надають ділянки степової і наскельно-степової рослинності, які є місцем зростання низки волино-подільських ендеміків, а також реліктових видів.
Усі степові ділянки мають високу созологічну цінність, тому що тут найвища концентрація видів рослин, внесених до ЧКУ.
У Кременецьких горах поблизу вершин пагорбів відслонюються карбонатні пісковики, на яких формується скельна рослинність, а біля скель — рослинність петрофітних степів.
Скельна рослинність має значну цінність, і, в разі потреби, необхідно вживати спеціальні заходи для її охорони. Затінені скелі є стабільними угрупованнями і не потребують регуляційних заходів. Незатіненим скелям в окремих випадках може загрожувати затінення, внаслідок експансії лісової або чагарникової рослинності.
На території Парку виявлено сім формацій рослинності (за домінантною класифікацією), які зачислені до Зеленої книги України (2009).
- угруповання формації осоки низької Cariceta humilis;
- угруповання формації костриці бліднуватої Festuceta pallentis;
- угруповання звичайнодубових лісів Querceta roboris з домінуванням у травостої скополії карніолійської Scopolia carniolica;
- угруповання формації вівсюнця пустельного Helictotrichoneta desertori;
- угруповання формації ковили волосистої Stipeta capillatae;
- угруповання формації ковили пірчастої Stipa pennata;
- ліси сосни звичайної Pinus sylvestris з домінуванням у трав'яному ярусі осоки низької Carex humilis.

## Фауна

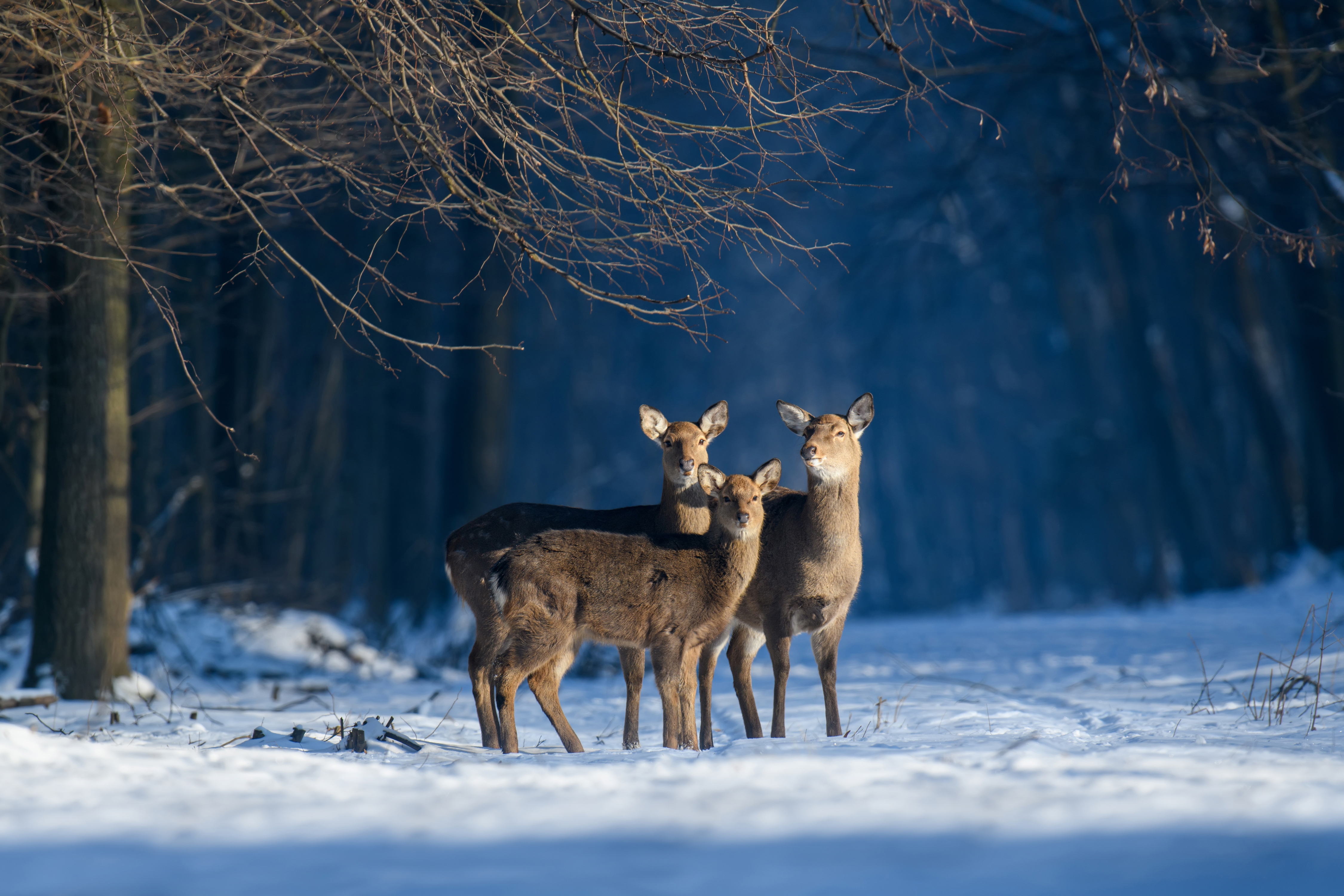
Три самиці оленя взимку (лютий 2021)

Сучасна фауна хребетних має типовий видовий склад лісових зооценозів із невеликими кількісними змінами і належить до зооценозу горбистих підвищень Кременецьких гір.
Клас комахи більше 400 видів, серед яких найвищим видовим багатством відзначаються твердокрилі. Найчастіше у лісових ценозах зустрічаються туруни лісовий та фіолетовий, лептура плямиста, рогач малий, бронзівка золотиста, гнойовик лісовий. Зрідка у межах Парку трапляється жук-олень. Серед рідкісних бабок періодично трапляється коромисло синє та красуня-діва. Із лускокрилих часто трапляються червонокнижні дукачик непарний, махаон та подалірій. Серед рідкісних перетинчастокрилих на території Парку мешкають ксилокопи фіолетова та звичайна.

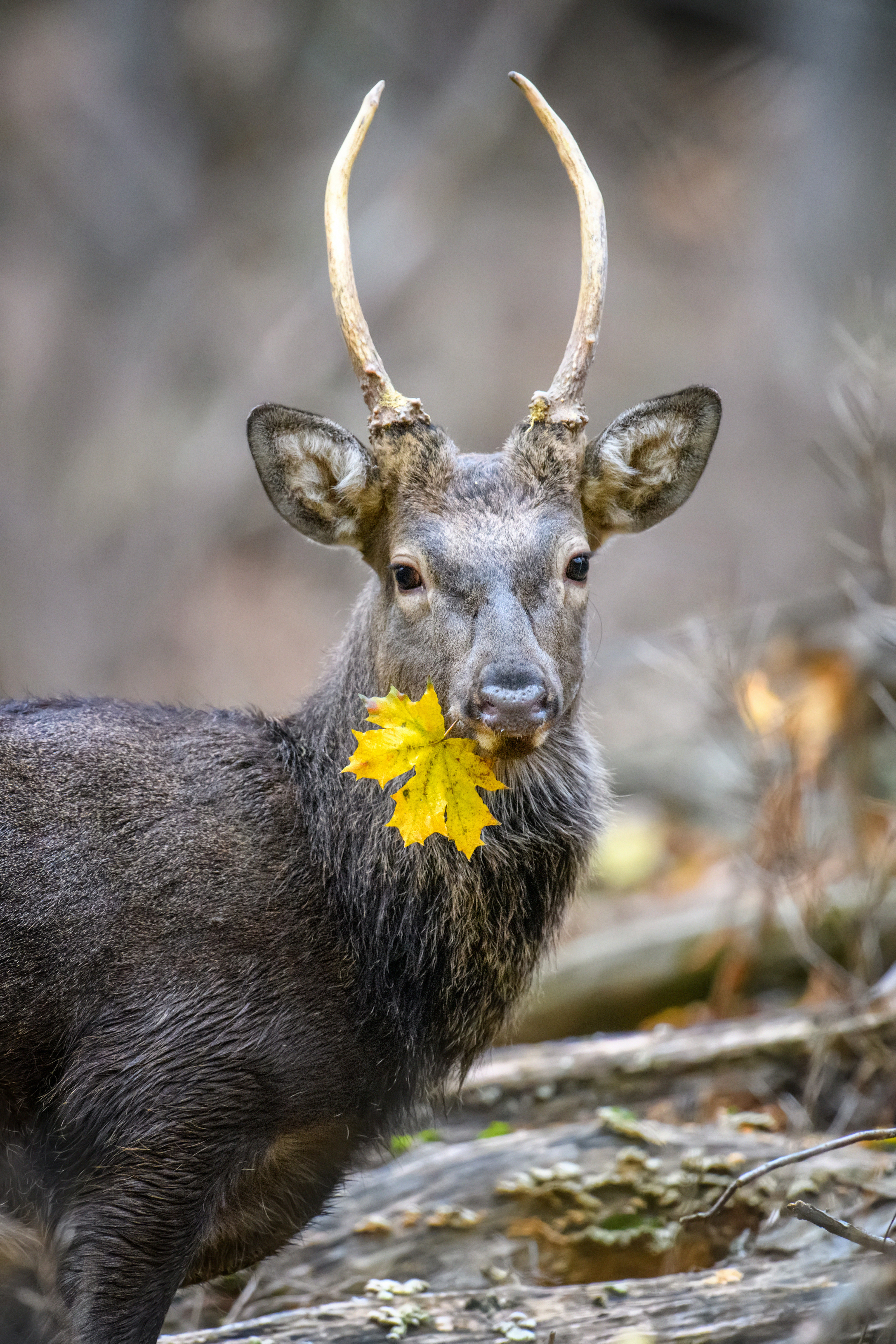
Олень з кленовим листком в Національному природному парку «Кременецькі гори»

На території Парку відомо 60 наземних молюсків, з них до ЧКУ книги належать равлик Любомирського та гранарія зернова.
Фауну хребетних Парку репрезентують представники чотирьох класів, серед яких переважають птахи. У межах Парку відмічено 151 вид птахів, серед них 15 знаходяться під охороною ЧКУ. На деякі види, зокрема диких качок (крижнів), та диких гусей (гуска сіра) періодично продяться полювання. Є види, які почали критично зменшувати кількість популяції, хоча в загальному до рідкісних видів не належать, наприклад горобець хатній та горобець польовий.
Земноводні на території Парку представлені 15 видами. Усі види підлягають збереженню й охороні, відповідно до Бернської конвенції.
У біоценозах Парку виявлено девять видів плазунів. Із рідкісних видів на лучно-степових ділянках мешкає ящірка зелена. Поширені вуж звичайний, полоз жовточеревий, місцями трапляється гадюка звичайна.

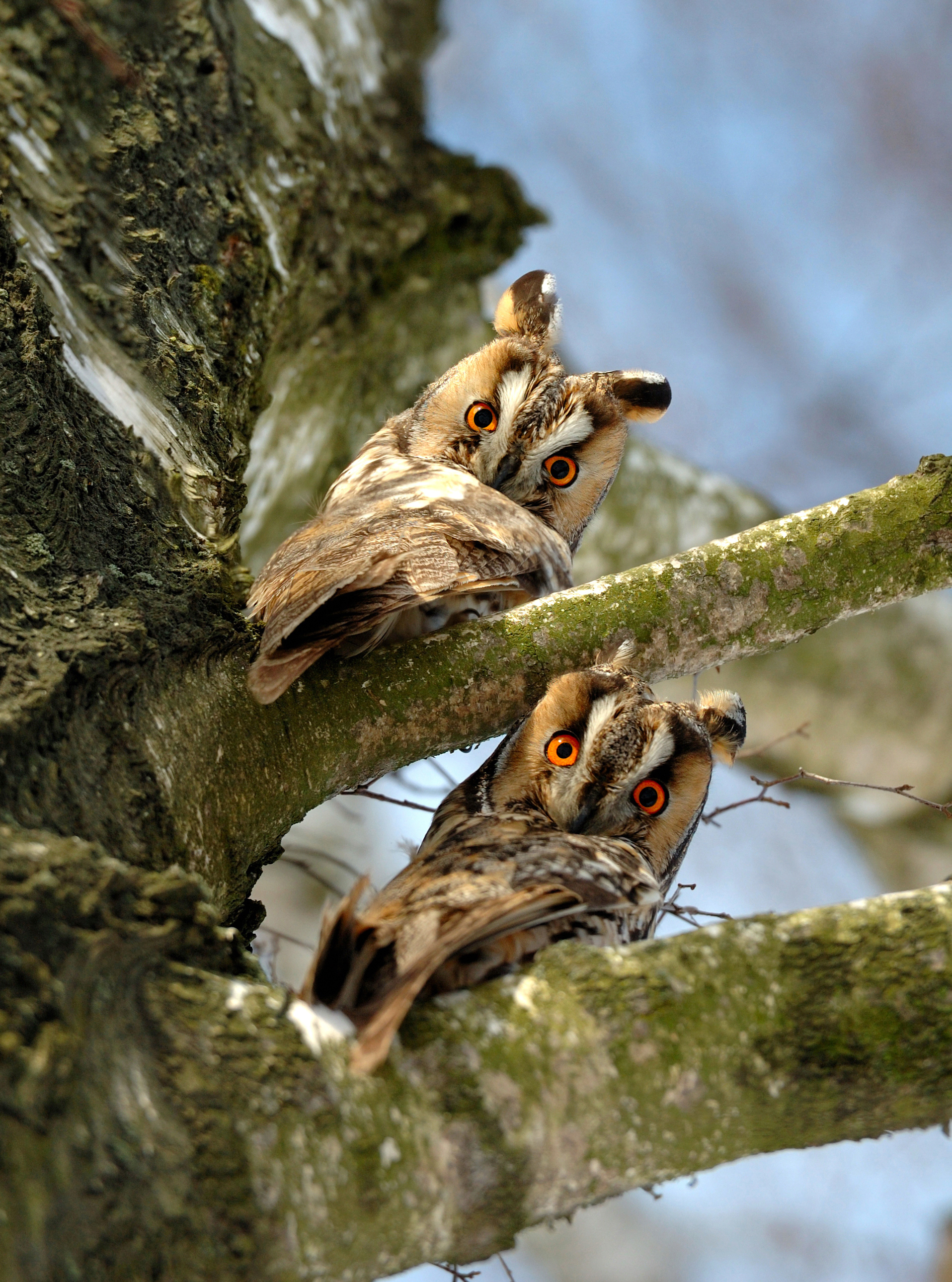
Характерною рисою сов вухатих (Asio otus) є збирання у групи на денний відпочинок.

На території Парку відмічено 47 видів ссавців. Із хижаків поширені заєць сірий, борсук, лисиця звичайна, куниці лісова та кам'яна Зрідка трапляються видра річкова, єнот та вовк. Часто трапляються такі гризуни, як вивірка звичайна, вовчки звичайний та горішковий, мишак жовтогорлий, полівка звичайна, заєць сірий, щур гірський. Бобер європейський зрідка трапляється у північно-західній частині Парку.
Серед ратичних найбільш чисельними видами є кабан, козуля європейська, олень шляхетний, лось звичайний. Деколи на територію заходить лось європейський. 
Кажани представлені 13 видами, усі рукокрилі перебувають під протекцією ЧКУ.

## Туризм
Еколого туристичні маршрути та стежки на території Парку:

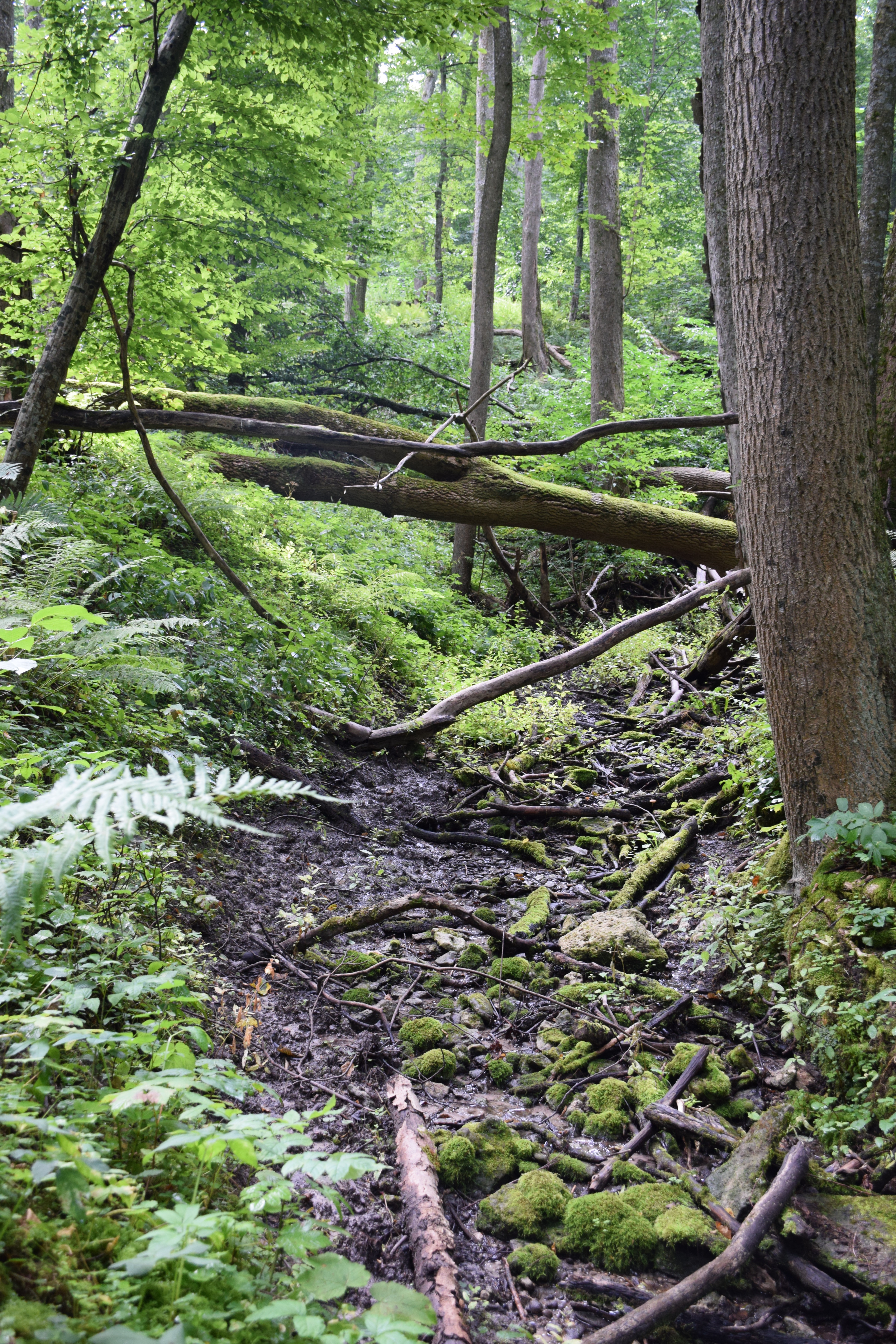
Еколого-туристичний маршрут «До чистих джерел»

1. Еколого-туристичний маршрут «Данилова гора»
2. Еколого-туристичний маршрут «Уніас»
3. Еколого-туристичний маршрут «Замкова гора»
4. Еколого-туристичний маршрут «Божа гора»
5. Еколого-туристичний маршрут «Вовча гора»
6. Еколого-туристичний маршрут «До скель Словацького» (зона регульованої рекреації)
7. Еколого-туристичний маршрут «До чистих джерел» (зона регульованої рекреації)
8. Екологічна стежка «Дівочі Скелі»
9. Екологічна стежка «Божа гора»
10. Екологічна стежка «Гора Гостра»

Веломаршрути
У межах Парку розроблено чотири веломаршрути протяжністю від 20 до 90 км:
- Велосипедний маршрут № 1 «Навколо Кременецьких гір»[10]. Протяжність — 34 кмАпробація велосипедного маршруту «Навколо Кременецьких гір» працівниками Парку

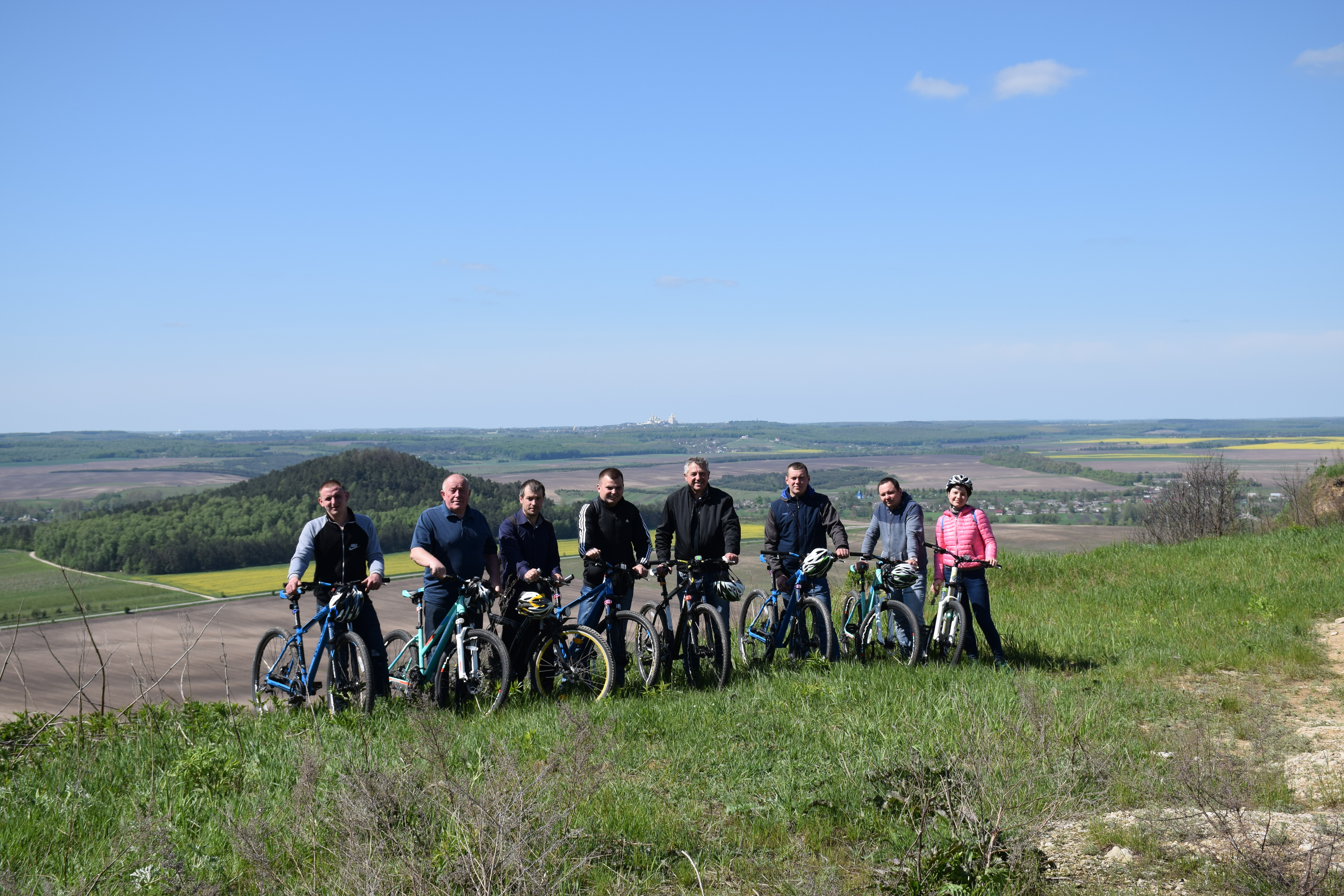
Апробація велосипедного маршруту «Навколо Кременецьких гір» працівниками Парку

Центр вільного часу «Панорама» — санна траса — національний природний парк «Кременецькі гори» — с. Рудка (г. Сокілля) — г. Вовча — центр вільного часу «Панорама».
- Велосипедний маршрут № 2 «Гора Замкова»[10]. Протяжність — 20 км.

Центр вільного часу «Панорама» — національний природний парк «Кременецькі гори» — с. Зеблази — г. Замкова — центр м. Кременець — центр вільного часу «Панорама».
- Велосипедний маршрут № 3 «До живоносного джерела на Божій горі»[10]. Протяжність — 36 км.

Центр вільного часу «Панорама» — с. Іква — с. М. Бережці — с. В. Бережці — г. Божа — с. В. Бережці — с. Савчиці — с. Дунаїв — с. Підлісці — центр вільного часу «Панорама».
- Велосипедний маршрут № 4 «Шляхами південного краю Волині»[10]. Протяжність — 90 км.

Центр вільного часу «Панорама» — с. Білокриниця — с. Стіжок — г. Данилова — г. Уніас — с. М. Іловиця — с. В. Іловиця — с. Антонівці — центр вільного часу «Панорама».
Для бажаючих Національний природний парк «Кременецькі гори» пропонує послугу надання у користування велосипедів (платну оренду) — розцінки на оренду є на офіційному сайті Парку.

## Галерея

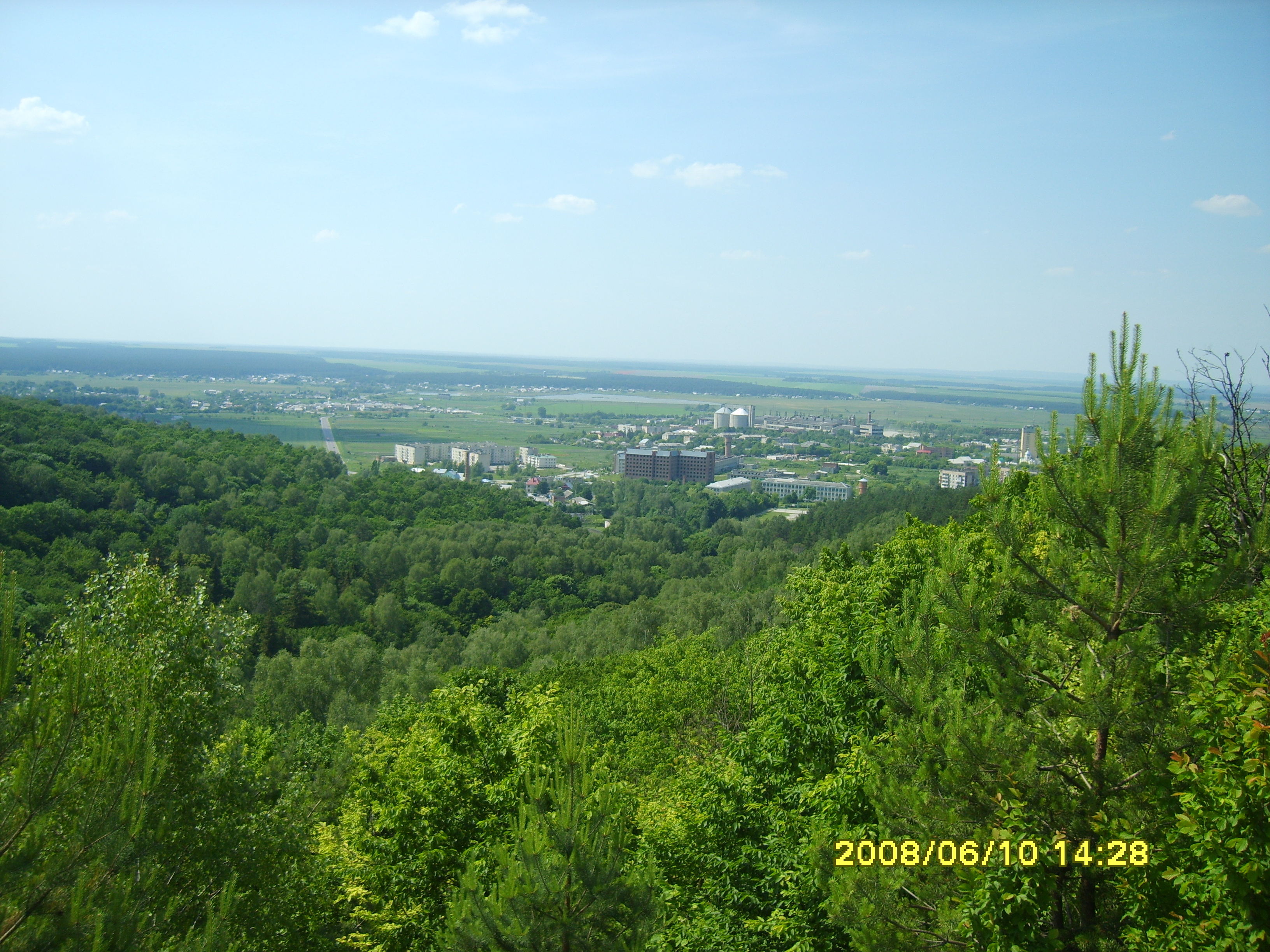
Вид на Новий Кременець з гір
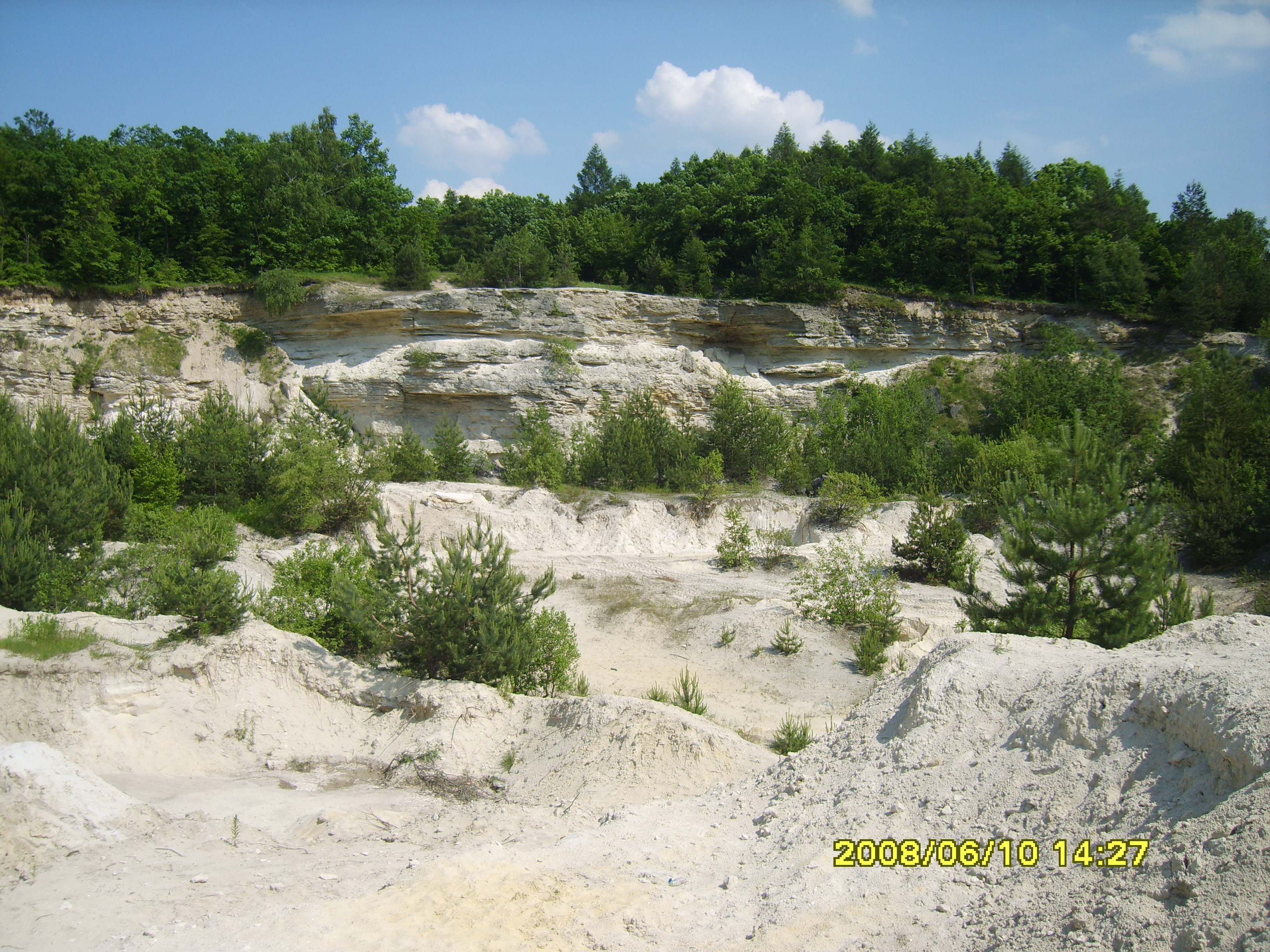
У кар'єрі